# Гвоздики пишні альпійські
Гвозди́ки пишні альпійські (Dianthus superbus subsp. alpestris) — багаторічна рослина родини гвоздикових, занесена до Червоної книги України. Декоративна культура.

## Опис
Багаторічна трав'яниста рослина заввишки 30-60 см, гемікриптофіт. Корінь прямий стрижневий. Плодущі стебла прямостоячі, із численними неплідними гонами. Листки лінійні або лінійно-ланцетні, як і стебла сизуваті.
Квітки великі, розташовані на стеблах по 1–8 (частіше по 2-6). Пелюстки фіолетово-рожеві (інколи білуваті), при основі із зеленою плямою, глибоко торочкувато-багатороздільні. Плід — коробочка.

## Екологія та поширення
Зростає на кам'янистих, гумусних, вологих, нейтральних і помірнокислих ґрунтах. На горі Гнєтєса зростає на гірських луках, які сформувались на щебенистих малопотужних ґрунтах та на відшаруваннях вапнякових порід на крутих схилах південної та південно-східної експозицій у субальпійському і верхньому лісовому поясах в угрупованнях асоціацій Caricetum paniculatae та Festucetum saxatilis.
Цвіте у липні–серпні, плодоносить у серпні–вересні. Розмножується насінням і партикуляцією каудекса.
Рідкісний центральноєвропейський гірський вид, ареал якого охоплює гори Середньої Європи (західні та південні Карпати, Альпи). В Україні зростає в субальпійській та верхній лісовій смугах Карпат (Чивчинські гори, Івано-Франківська область) — дуже рідко. Більшість популяцій нечисельні, але повночленні, щільність окремих осередків може сягати 3–4 особин на 1 м².

## Значення і статус виду
Висока стенотопність виду та заліснення екотопів є причинами коливань чисельності. Вимагає запровадження регульованого заповідного режиму у місцях зростання виду, контролю за станом популяцій та культивування у ботанічних садах як рідкісна високодекоративна рослина. Заборонено збирання, гербаризацію рослин, порушення умов місцезростання. Може розводитись як декоративна рослина.